# Jean Mercier (journaliste)
Pour les articles homonymes, voir Jean Mercier et Mercier.
Jean Mercier, né le 7 juin 1964 à Nantes et mort le 19 juillet 2018 dans le 15e arrondissement de Paris, est un journaliste et écrivain français.
Il est, jusqu'à sa mort, le rédacteur en chef adjoint à La Vie, dont il est aussi le principal vaticaniste. Il est, en outre, connu du grand public pour son roman Monsieur le curé fait sa crise, publié en 2016.

## Biographie

### Parcours professionnel
Après son mariage en 1991 et quelques années dans les services commerciaux du groupe Bayard (éditeur de La Croix), Jean Mercier travaille sur les premières ordinations de femmes dans l'Église anglicane.
En 1999, il intègre ensuite le magazine La Vie, dont il devient l'un des vaticanistes, puis le rédacteur en chef adjoint chargé des questions religieuses.
Il est également chroniqueur régulier pour Radio Notre-Dame.
Jusqu'à sa mort, il tient un blogue nommé « Paposcopie », hébergé sur le site du magazine La Vie.

### Des ouvrages remarqués
Au cours de sa vie, Jean Mercier publie quatre ouvrages, qui lui forgent une solide notoriété. Rapidement, son Dictionnaire du christianisme (2010) et son livre sur le célibat des prêtres (2014) sont reconnus comme des références.
Paradoxalement, c'est son seul et unique roman qui le révèle au grand public : en 2016, il publie Monsieur le curé fait sa crise, un roman philosophique et humoristique mettant en scène un curé — l'abbé Benjamin Bucquoy — malmené par ses paroissiens. Devenu un véritable « best-seller », considéré comme « le nouveau Don Camillo » par L'Osservatore Romano, le roman est traduit en italien, en slovène, en croate et en portugais. En 2022, il est adapté au théâtre par Victor Pierson et mis en scène par Mehdi-Emmanuel Djaadi sous la forme d'un seul-en-scène. La pièce est produite par Grégory Turpin et jouée par le comédien Reynold de Guenyveau, qui interprète tous les personnages, dont l'abbé Bucquoy.

### Parcours religieux
Après des études de commerce à l'EDHEC, Jean Mercier part travailler au Crédit lyonnais de Londres. C'est là qu'il se passionne pour l'anglicanisme et se convertit au protestantisme, avant de se préparer au pastorat à la faculté de théologie protestante de Paris, où il obtient une licence de théologie. Toutefois, dès la fin des années 1990, il se rapproche de l'Église catholique pour la rejoindre dans sa pleine communion en 2002. Il s'engage alors dans la catéchèse des adolescents à Vernon, dans l'Eure, où il habite, puis dans le catéchuménat des adultes dans une paroisse parisienne. Il soutient par ailleurs l'Action des chrétiens pour l'abolition de la torture (Acat).
Pour Samuel Pruvot, « son chemin de conversion fait songer à celui du théologien Louis Bouyer qu’il admirait beaucoup ». Jean-Pierre Denis ajoute : « c’est l’énergie spirituelle décuplée de celui qui redevient catholique. Après son détour par le protestantisme libéral, il s’est réapproprié le catholicisme avec une grande intensité ».

## Ouvrages
- Des femmes pour le royaume de Dieu, Albin Michel, 1994.
- Dictionnaire du christianisme, Librio, 2010.
- Célibat des prêtres : la discipline de l'Église doit-elle changer ?, Desclée De Brouwer, 2014.
- Monsieur le curé fait sa crise, Quasar, 2016.
- Le Roman de Jésus, Quasar, 2018, 180 p.  (ISBN 978-2-3696-9062-7)